# Instagram
Instagram (thường được viết tắt là Insta hay IG) là một dịch vụ mạng xã hội chia sẻ hình ảnh và video của Mỹ được tạo ra bởi Kevin Systrom và Mike Krieger. Vào tháng 4 năm 2012, Facebook (nay là Meta) đã mua lại dịch vụ này với giá khoảng 1 tỷ đô la Mỹ bằng tiền mặt và cổ phiếu. Ứng dụng cho phép người dùng tải lên các phương tiện có thể được chỉnh sửa bằng các bộ lọc và được sắp xếp theo các thẻ bắt đầu bằng # và gắn thẻ địa lý. Bài đăng có thể được chia sẻ công khai hoặc với những người theo dõi đã được phê duyệt trước. Người dùng có thể duyệt nội dung của người dùng khác theo thẻ và vị trí và xem nội dung thịnh hành. Người dùng có thể thích ảnh và theo dõi những người dùng khác để thêm nội dung của họ vào nguồn cấp dữ liệu cá nhân.
Instagram ban đầu được phân biệt bằng cách chỉ cho phép đóng khung nội dung theo tỷ lệ khung hình vuông (1: 1) với 640 pixel để phù hợp với chiều rộng hiển thị của iPhone vào thời điểm đó. Vào năm 2015, những hạn chế này đã được nới lỏng với việc tăng lên 1080 pixel. Dịch vụ cũng bổ sung các tính năng nhắn tin, khả năng bao gồm nhiều hình ảnh hoặc video trong một bài đăng và tính năng Câu chuyện — tương tự như Snapchat đối lập chính — cho phép người dùng đăng ảnh và video lên nguồn cấp dữ liệu tuần tự, với mỗi bài đăng có thể truy cập bằng những người khác trong 24 giờ mỗi. Kể từ tháng 1 năm 2019, tính năng Câu chuyện được 500 triệu người dùng sử dụng hàng ngày.
Ban đầu được ra mắt cho iOS vào tháng 10 năm 2010, Instagram nhanh chóng trở nên phổ biến, với một triệu người dùng đăng ký trong hai tháng, 10 triệu trong một năm và 1 tỷ tính đến tháng 6 năm 2018. Phiên bản Android được phát hành vào tháng 4 năm 2012, tiếp theo là giao diện màn hình giới hạn tính năng vào tháng 11 năm 2012, ứng dụng Fire OS vào tháng 6 năm 2014 và ứng dụng dành cho Windows 10 vào tháng 10 năm 2016. Tính đến tháng 10 năm 2015, hơn 40 tỷ ảnh đã được đã tải lên. Mặc dù được ca ngợi về sức ảnh hưởng của nó, Instagram vẫn là đối tượng bị chỉ trích, đáng chú ý nhất là thay đổi chính sách và giao diện, cáo buộc kiểm duyệt và nội dung bất hợp pháp hoặc không đúng do người dùng tải lên.
Tính đến tháng 1 năm 2021, người được theo dõi nhiều nhất là cầu thủ bóng đá chuyên nghiệp người Bồ Đào Nha Cristiano Ronaldo với hơn 275 triệu người theo dõi. Tính đến ngày 14 tháng 1 năm 2019, bức ảnh được thích nhất trên Instagram là bức ảnh về một quả trứng, được đăng bởi tài khoản @world_record_egg, được tạo ra với mục đích duy nhất là vượt qua kỷ lục 18 triệu lượt thích trước đó trên một bài đăng của Kylie Jenner. Bức tranh hiện có hơn 55 triệu lượt thích. Instagram trở thành ứng dụng di động được tải xuống nhiều thứ 4 trong những năm 2010.

## Lịch sử ra đời
Instagram được thành lập bởi Kevin Systrom và Mike Krieger, ban đầu được đặt tên là burbn, một chương trình check-in giống foursquare, sử dụng nền tảng HTML5. Họ cùng nhau huy động khoảng 500 nghìn USD đầu tư từ quỹ Andreessen Horowitz và quỹ Baseline Ventures. 7 tháng sau, họ đưa ra ứng dụng Instagram.
Ngày 6-10-2010, Instagram được phát hành trên App Store.

## Phát triển
Vào tháng năm 2010, con số người dùng instagram là 1 triệu người. Chỉ vài tháng sau đó vào tháng 6 năm 2011, Instagram đã công bố tổng số người dùng lên đến 5 triệu người và nhanh chóng tăng lên con số 10 triệu người dùng vào tháng 9 năm 2011. Tháng 4, 2012 có tổng cộng 3 triệu tài khoản được lập trên Instagram. Vào tháng 12 năm 2014, nhà đồng sáng lập Kevin Systrom đã công bố có tới hơn 300 triệu người dùng đăng nhập vào ứng dụng mỗi tháng.
Liên quan đến các bức ảnh được đăng tải lên instagram, vào tháng 7 năm 2011 có 100 triệu tấm ảnh đã được đăng tải lên ứng dụng này. Con số sau là 150 triệu vào tháng 8 ngay sau đó. Vào tháng 5 năm 2012, ước tính cứ mỗi giây lại có 58 bức ảnh được đăng tải lên và 1 người dùng mới đăng ký tạo tài khoản. Số lượng ảnh được đăng tải qua ứng dụng này ước tính đã vượt quá con số 1 tỷ cho đến này.
Instagram đưa ra một số quy định cho người dùng gồm có yêu cầu người dùng phải trên 13 tuổi. Ứng dụng này cũng nghiêm cấm các bức ảnh đăng tải có nội dung liên quan đến bạo lực, hình khỏa thân, hình ảnh khiêu dâm cùng một số trách nhiệm dành cho tài khoản người dùng.
Instagram không xác nhận quyền sở hữu của các hình ảnh đăng tải thông qua ứng dụng này bao gồm có nội dung, dữ liệu, hình ảnh, video, các đoạn âm thanh, các tác phẩm nghệ thuật...
Ngày 9/8/2012, Ellie Goulding đã cho ra đời một music video cho tác phẩm mới của mình có tên "Anything Could Happen". Các hình ảnh được sử dụng trong video được lấy từ hơn 1,200 hình ảnh được đăng tải qua Instagram với nội dung liên quan đến các từ ngữ và lời của ca khúc.
Số lượng tài khoản đang hoạt động trên Instagram là 100 triệu tài khoản, con số thống kê vào ngày 27/2/2013. Vào tháng 9/2012, công ty đã công bố số lượng tài khoản đang hoạt động là 150 triệu tài khoản.
Rất nhiều ngôi sao và người nổi tiếng có một tài khoản instagram dùng để chia sẻ các hình ảnh, video về các sản phẩm nghệ thuật của mình cũng như đời tư cho người hâm mộ.
Tạp chí Time của Mỹ xếp hạng Instagram vào danh sách 50 ứng dụng tuyệt vời nhất chạy trên hệ điều hành Android vào năm 2013.
Vào cuối năm 2016, Instagram đã cập nhật thêm tính năng "Stories" và "Live" cho người dùng toàn cầu.
Đầu năm 2021, Instagram đã cập nhật thêm tính năng "Reels".

## Giải thưởng
Giải Shorty cho Ứng dụng

## Đề cử
Giải Sự lựa chọn của Giới trẻ cho Mạng xã hội được yêu thích nhất